# ツィンク

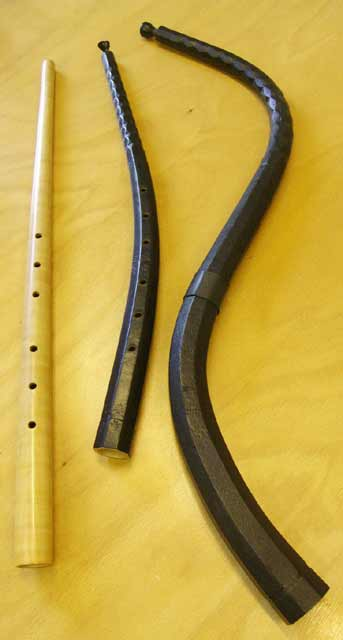
ツィンク（コルネット）

ツィンク（ドイツ語：Zink）またはコルネット（イタリア語：cornetto、フランス語：cornet à bouquin）は金管楽器の一種。古代の角笛に起源を持ち、ルネサンス期に愛用された。イタリア語、英語などの名称は近代金管楽器のコルネットと語源が同じであるが、異なる楽器である。英語ではルネサンス期の楽器をイタリア語のままcornettoまたはcornett、近代の楽器をcornetと綴って区別することが多い。
発音機構上はリップリードを用いる金管楽器ではあるが、自然倍音列以外の音を出すために、バルブ機構やスライド機構の代わりに音孔を持ついわゆる「木管システム」を採るのが特徴である。標準的なものは木製革巻きの8角錐をゆるやかにカーブさせた形状で、左手4孔・右手3孔を持つ。
管長と形状の異なるミュート・コルネット、コルネッティーノ、リザルドンなどの亜種も使用された。ヴェネツィアではトロンボーンの祖型であるサックバットとのアンサンブルが独自の発展を遂げた。17世紀まではソロ楽器としてもヴァイオリンに並ぶものとして賛美されたが、あまりに演奏が困難であること、音量が貧弱であることから、バロック期の木管楽器の発達にともない、18世紀に入ると急速に廃れてしまった。
同種の低音楽器としてセルパンやオフィクレイド等があり、これらは軍楽隊などで20世紀初頭まで使用されていたが、次第にバルブ式のチューバに取って代わられた。